# Programa Memoria del Mundo

Logo del programa

El Programa Memoria del Mundo (Memory of the World Programme, en inglés) es una iniciativa internacional propulsada y coordinada por la Unesco desde 1992 con el fin de procurar la preservación y el acceso del patrimonio histórico documental de mayor relevancia para los pueblos del mundo, así como también promocionar el interés por su conservación entre los Estados miembros.
El Comité Consultivo Internacional (CCI) o International Advisory Committee (IAC) se reúne de manera bienal para la selección de los proyectos nominados por cada comité regional y nacional que integran la lista del Registro de la Memoria del Mundo.
Además del IAC existen los comités regionales y nacionales del programa.
En América Latina y Caribe desde 2000 se conformó con nueve expertos a título personal el Comité Regional del Programa MOW. Los comités regionales ofrecen un medio para tratar cuestiones que quedan fuera de las posibilidades prácticas del Comité Consultivo Internacional por un lado y de cada uno de los comités nacionales por el otro, y constituyen un mecanismo de cooperación y trabajo complementario que trasciende las fronteras nacionales. Entre sus miembros se hallan normalmente representantes de los correspondientes comités nacionales.
El Comité Regional se reúne cada año para revisar las propuestas al Registro Regional y considera las colecciones pertinentes al Registro Internacional.

## Misión
La creación del programa obedeció a la constatación de la suma fragilidad de la memoria del mundo como espejo de la diversidad de lenguas al público sobre su protección o al hecho de que cada día que transcurre desaparecen elementos importantes del patrimonio documental que la componen.

## El registro
El Registro Memoria del Mundo es el repertorio del patrimonio documental de interés universal identificado por el IAC International Advisory Committee durante sus reuniones bienales que han tenido lugar desde 1997 y que ha sido aprobado por el director general de la Unesco basándose en ese interés. El IAC selecciona las nominaciones al registro entre las proposiciones de inscripción presentadas por los Estados miembros.
Las reuniones han tenido lugar en Pultusk (1993), París (1995)  Taskent (septiembre de 1997), Viena (junio de 1999), Cheongju (junio de 2001), Gdansk (2003), Lijiang (2005) y Pretoria (2007), Bridgetown (2009), Mánchester (2011), Gwangju (2013).
El programa MoW también propone la creación de Comités Regionales y Nacionales con el objetivo de contar con una acción más local.
Existen dos registros Regionales activos el de Asia y Pacífico y el de América Latina y Caribe.
El Comité del Programa Memoria del Mundo para América Latina y El Caribe (MOWLAC) cuenta, en su registro regional, con colecciones de 14 países al considerar el valor excepcional y el interés latinoamericano y caribeño de acervos documentales que deben ser protegidos para el beneficio de la humanidad.

## Listado del Registro de la Memoria del Mundo
Listado por orden alfabético de área y país del patrimonio documental del Registro de la Memoria del Mundo repertoriado a partir de la reunión de Lijiang, junio de 2005, en las reuniones bianuales del IAC desde 1997 (entre paréntesis el año de selección):

### África
África:
- Papeles inéditos de Christopher Okigbo (2007)

 Angola:
- "Arquivos dos Dembos", Archivos de los ndembus (2011)

 Benín:
- Archivos coloniales (1997)

 Etiopía:
- Tesoros de la Organización de los Archivos y de la Biblioteca Nacional de Etiopía (1997)

 Ghana:
- Archivos de la Compañía Holandesa de las Indias Occidentales (compartido con  Países Bajos,  Brasil,  Estados Unidos,  Guyana,  Reino Unido y  Surinam) (2011)

 Madagascar:
- Archivos Reales 1824-1897 (2009)

 Mauricio:
- Archivos de la ocupación francesa de Mauricio (1997)

 Namibia:
- Los diarios epistolares de Hendrik Witbooi (2005)

 Senegal:
- Fondos del África Occidental Francesa, AOF, de 1895 a 1959 (1997)
- Colección de postales antiguas de África occidental francesa (2015)

 Sudáfrica:
- La Colección Bleek (1997)
- Archivos de la Compañía Holandesa de las Indias Orientales (compartido con  India,  Indonesia y  Sri Lanka 2003)
- Sumario del caso N.º 253/1963 del Estado contra Nelson Mandela (2007)
- Colección de archivos vivos de la liberación (2007)
- Archivos de la Convención por una Sudáfrica Democrática 1991-1992 y Archivos del proceso de negociación multipartidaria, 1993 (2013)

 Tanzania:
- Archivos y registros alemanes (1997)
- Colección de manuscritos y libros árabes (2003)

### AméricayCaribe
Argentina:
- Patrimonio documental del virreinato del Río de la Plata (1997)
- Herencia documental de los Derechos Humanos durante el período 1976-1983 - Archivos para la verdad, justicia y recuerdo en la represión contra el terrorismo de Estado (2007)
- Libros de entrada de pasajeros, vía marítima» del fondo documental «Registro Nacional de Migraciones.(2022) Archivo General de la Nación.
- Heritage corpus on the migratory networks of Yiddish language and its cultural production in South America.(2022) Fundación IWO.
- Primeros impresos del Río de la Plata. Vocabulario de la lengua guaraní, impreso en la reducción jesuítico – guaraní Santa María La Mayor en 1722.(2022) Biblioteca Nacional Mariano Moreno.[4]
- Mujeres y Dictadura. Archivo audiovisual de historias de vida de mujeres que vivieron la última dictadura en Río Negro (2023)
- Registro audiovisual de Juicios por delitos de Lesa Humanidad - Argentina 2006-2023 (2023)
- Fondo Harry Grant Olds (1868-1943) (2023)
- Registros de la voz de Carlos Gardel (2003)

 Bahamas:
- Registro de esclavos del Caribe británico 1817-1834 (compartido, 2009)

 Barbados:
- Patrimonio documental de los esclavos del Caribe (2003)
- Colección Nita Barrow (2009)

 Belice:
- Registro de esclavos del Caribe británico 1817-1834 (compartido, 2009)

 Bolivia:
- Música colonial americana: muestra de su riqueza documental (2007) (compartido con  Colombia,  México y  Perú)
- Diario de campaña y manuscritos de Ernesto Che Guevara (2013) (compartido con  Cuba).[5]
- Diccionario de la Lengua Moxa (2023),[6] documento titulado ‘Arte vocabulario, cathecismo menor y mayor de la lengua moxa’ que data de 1701 y fue escrito por el jesuita Pedro Marbán
- Dosier de documentos relativos a la revolución del 25 de mayo de 1809 y la Guerra de Independencia en los Virreinatos del Perú y del Río de La Plata (1809-1824) (2023)
- “Tasas de los indios que están en la Corona Real que mandó hacer el Excelentísimo Señor Don Francisco de Toledo Visorrey y Capitán General en estos Reynos e Provincias del Perú, 1575” (2023)
- Cabildo Secular de Potosí 1585-1817 (2023)
- Censo de Extranjeros (1935-1959) (2024)[7]
- Colección de Gabriel René Moreno sobre Mojos y Chiquitos (1758-1888) (2024)
- Expediente sobre traslado forzado de indios de Puno a la Villa Imperial de Potosí para Trabajos en Minas e Ingenios (1745) (2024)
- Tratado de Quinología (1638-1792) (2024)
- Manifiesto imparcial de la revolución acaecida en la ciudad de Chuquisaca el día jueves 25 de mayo de 1809 (2024)
- Diccionario Castellano Moseteno y Moseteno Castellano (2024)
- Archivo Político y Artístico Particular de Miguel Alandia Pantoja (1936 – 1979) (2024)
- Academia Carolina (1778-1941) (2024)

 Brasil:
- Colección Teresa Cristina María – fotografías del siglo XIX pertenecientes al emperador de Brasil Pedro II donadas a la Biblioteca Nacional de Brasil (2003)
- Archivo del arquitecto Oscar Niemeyer (2013)
- Archivos de la Compañía Holandesa de las Indias Occidentales (compartido con  Ghana,  Países Bajos,  Estados Unidos,  Guyana,  Reino Unido y  Surinam) (2011)
- Red de información y contra-información sobre el régimen militar en Brasil (2011)
- Documentos en relación con los viajes del Emperador D. Pedro II en el Brasil y en el exterior (2013)
- Archivos sobre la Guerra de la Triple Alianza (2015) (compartido con Uruguay)
- Colecciones sobre Carlos Gomes (2017) (compartido con Itália)
- Rádio Sociedade do Rio de Janeiro: los inicios de la radio educativa en Brasil (1923-1936) (2023)
- Libros de Sentencias Laborales del TRT-2 (acórdãos): 1964-1988 (2023)
- Archivo Walter Pinto (2023)

 Canadá:
- Grabaciones de la compañía de la bahía de Hudson (2007)
- Colección del seminario de Quebec (siglo XVII-XIX) (2007)
- Película Neighbours de Norman McLaren de 1952 (2009)

 Chile:
- Archivo de los organismos pro derechos humanos de Chile (2003)
- Fondo de los jesuitas de América (2003)
- Colecciones de poesía popular chilena impresa: “Lira popular” (2013)

 Colombia:
- Fondos documentales “Negros y Esclavos” (2005)
- Música colonial americana: muestra de su riqueza documental (2007) (compartido con  Bolivia,  México y  Perú)
- Sección Colonia del Fondo del Antiguo Archivo Central del Cauca (2023)
- Fondo archivos del Departamento Administrativo de Seguridad (DAS), 1960-2014 (2023)
- Fondo Documental de la Comisión para el Esclarecimiento de la Verdad, la Convivencia y la No Repetición (2023)

 Costa Rica
- Álbum de Figueroa
- Biblioteca de Carlos Meléndez Chaverri
- Libro de las defunciones de la Campaña Nacional de 1856-1857, de Francisco Calvo
- Decreto n.º 249 de la Junta Fundadora de la Segunda República (abolición del ejército)
- Documentos de la Corte de Justicia Centroamericana

 Cuba:
- Fondo “José Martí Pérez” (2005)
- Negativos originales del Noticiero ICAIC Latinoamericano (2009)
- Diario de campaña y manuscritos de Ernesto Che Guevara (2013) (compartido con  Bolivia).[8]
- Colección original del periódico "La Aurora", de Matanzas (2013)
- Carteles Cubanos de Cine (2017)
- Colección Julián del Casal (1863-1893) de la Biblioteca Nacional de Cuba José Martí (2023)

 Dominica:
- Registro de esclavos del Caribe británico 1817-1834 (compartido, 2009)

 República Dominicana:
- Libro para el bautismo de los esclavos, 1636–1670 (2009)
- Patrimonio documental de la Resistencia y la lucha por los Derechos Humanos entre 1930 y 1961 (2009)

 Ecuador:
- “En la mirada del otro. Acervo documental del Vicariato Apostólico Salesiano en la Amazonía ecuatoriana, 1890–1930” (2015)

 El Salvador
- "Archivo personal de Alberto Masferrer." (2017)
- "Archivo personal y artístico de Salarrue." (2016)
- "Archivo personal de Ignacio Ellacuría S.J." (2015)

 Estados Unidos:
- Universalis cosmographia secundum Ptholomaei traditionem et Americi Vespucii aliorumque Lustrationes: Mapamundi de Martín Waldseemüller impresión de 1507 (compartido con  Alemania, 2005)
- Película El mago de Oz de Victor Fleming de 1939
- Colección permanente del Proyecto "Documentos de Eleanor Roosevelt" (2013)
- Archivos de la Compañía Holandesa de las Indias Occidentales (compartido con  Ghana,  Países Bajos,  Brasil,  Guyana,  Reino Unido y  Surinam) (2011)

 Guyana:
- Archivos de la Compañía Holandesa de las Indias Occidentales (compartido con  Ghana,  Países Bajos,  Brasil,  Estados Unidos,  Reino Unido y  Surinam) (2011)
- Registros de los trabajadores indios en servidumbre temporal (2011)

 Jamaica:
- Registro de esclavos del Caribe británico 1817-1834 (compartido, 2009)

 México:
- Colección de códices mexicanos (1997)
- Códices y documentos del Marquesado del Valle de Oaxaca (1997)
- Códice Techialoyan de Cuajimalpa (1997)
- Negativo original de la película Los olvidados, de Luis Buñuel (2003)[9]
- Biblioteca Palafoxiana de Puebla, riqueza bibliográfica y objetos (2005)
- Colección de Lenguas Indígenas (2005)
- Colección del Centro de Documentación e Investigación de la Comunidad Ashkenazi en México (2007)
- Música colonial americana: muestra de su riqueza documental (2007) (compartido con  Bolivia,  Colombia y  Perú)
- Pictografías de los siglos XVI a XVIII del Archivo Nacional de México (2011)
- Fondos del Archivo Histórico del Colegio de las Vizcaínas: educación y amparo de la mujer en la historia de la humanidad (2013)
- La obra de Fray Bernardino de Sahagún (compartido con  España e  Italia 2015)

 Nicaragua:
- Archivos de la campaña nacional de alfabetización (2007)
- Fondo de la Antigua Academia de San Carlos 1781-1919 (2023)
- "Impresos Poblanos del Imperio Mexicano 1822. Documentos de jura de reconocimiento y obediencia en soporte de papel recubierto de aleaciones metálicas" (2023)
- Adendum al Archivo de "Ruben Dario" en el Instituto Nicaragüense de Cultura (2023)

 Panamá:
- Reportes Anuales de la Mesa de Directores de la Compañía Ferroviaria de Panamá (2023)

 Paraguay:
- Archivos del Terror (2009)

 Perú:
- Música colonial americana: muestra de su riqueza documental (2007) (compartido con  Bolivia,  Colombia y  México)
- Primeras ediciones peruanas y sudamericanas 1584-1619 (2013)
- Protocolo ambulante de los conquistadores o “Libro becerro” (2013)
- Fondo Colonial y Documentos Fundacionales de la Universidad Nacional Mayor de San Marcos: 1551-1852 (2019)
- Tratado de 1873: Los cimientos de la amistad Perú-Japón (2023)
- Ocho unidades bibliográficas correspondientes a primeras ediciones (1918- 1965) de la producción literaria de César Abraham Vallejo Mendoza, pertenecientes a la Biblioteca Nacional del Perú (2023)

 San Cristóbal y Nieves:
- Registro de esclavos del Caribe británico 1817-1834 (compartido, 2009)
- Registros de esclavos de Bermudas 1821-1834 (2011)

 Santa Lucía:
- Colección de Sir William Arthur Lewis (2009).

 Surinam:
- Archivos de la Compañía Holandesa de las Indias Occidentales (compartido con  Ghana,  Países Bajos,  Brasil,  Estados Unidos,  Guyana y  Reino Unido) (2011)
- Archivos de la Compañía Comercial de Middelburg (2011)

 Trinidad y Tobago:
- La colección del premio Nobel Derek Walcott: manuscritos, correspondencia, papeles, recortes, obras sin publicar, diarios y cuadernos (1997)
- La colección Eric Williams (1999)
- Colección Cyril Lionel Robert James (2005)
- Registro de esclavos del Caribe británico 1817-1834 (compartido, 2009)

 Uruguay:
- Grabaciones originales de Carlos Gardel - Colección de Horacio Loriente 1913–1935 (2003)
- Subfondo documental de la Empresa Teatro Solís, denominado "Etapa privada 1840-1937", conservado por el Centro de Investigación, Documentación y Difusión de las Artes Escénicas (CIDDAE) del Teatro Solís de Montevideo, UNESCO, 2013.
- Colección de libretos-repertorios del Carnaval montevideano del siglo XX 1919-1988 (2023)
- Archivo Histórico del Instituto Interamericano del Niño, la Niña y Adolescentes 1905-2001 (2023)
- Archivo Lauro Ayestarán (Montevideo, 1913-1966) (2023)

 Venezuela:
- Escritos del Libertador Simón Bolívar (1997)
- Colección de fotografías hispanoamericanas del siglo XIX (1997)
- Colombeia - Archivos del general Francisco de Miranda (2007)
- Testimonios audiovisuales de culturas vivas de América Latina y el Caribe del siglo XX (2023)

### AsiayPacífico
Australia:
- Diario de navegación de James Cook (2001)
- Manuscritos del caso Mabo (2001)
- La historia de la banda de Kelly (1906) (2007)
- Grabaciones de los convictos australianos (2007)
- Manifiesto del Partido Laborista de Queensland a la población de Queensland (9 de septiembre de 1892) (2009)

 Azerbaiyán:
- Manuscritos medievales de medicina y farmacia (2005)

 Birmania:
- Maha Lawkamarazein o inscripciones de los santuarios de Kuthodaw (2013)

 Camboya:
- Archivo del Museo del Genocidio de Tuol Sleng (2009)

 China:
- Archivo sonoro de música tradicional china (1997)
- Registros de la gran secretaría Qing – “infiltración de la cultura occidental en China” (1999)
- Manuscritos antiguos de literatura dongba de los naxi (2003)
- Listas de oro de los exámenes imperiales bajo la dinastía Qing (2005)
- Archivos de Yangshi Lei de la dinastía Qing (2007)

 Corea del Sur:
- El manuscrito Hunminjeongeum (1997)
- Los anales de la dinastía Joseon (1997)
- Seungjeongwon Ilgi, los diarios de la secretaría real (2001)
- Baegun hwasang chorok buljo jikji simche yojeol, el segundo volumen de la “Antología de las enseñanzas de los grandes sacerdotes budistas zen” (2001)
- Libros impresos de la Tripitaka Coreana y escrituras misceláneas budistas (2007)
- Protocolos reales de Uigwe para la dinastía Joseon (2007)
- Los Archivos de la Transmisión Especial de KBS "Encontrando Familias Dispersadas" (2015)
- Impresión confuciana Woodblocks (2015)

 Filipinas:
- Paleografías filipinas (Hanunoo, Buid, Tagbanua y Pala’wan) (1999)
- Emisiones radiofónicas de la revolución popular de Filipinas (22-25 de febrero de 1986) (2003)
- Colección de José Maceda (2007)

 Fiyi:
- Registros de los trabajadores indios en servidumbre temporal (compartido, 2011)

 India:
- Colección de manuscritos Tamil del Instituto de Estudios Asiáticos (1997)
- Colección de manuscritos Śaiva de Pondicherry (2005)
- Archivos de la Compañía Holandesa de las Indias Orientales (compartido con  Sudáfrica,  Indonesia y  Sri Lanka, 2003)
- Rigveda (2007)
- El Tarikh-e-Khandan-e-Timuriyah (2011)
- Laghukālachakratantra rājatikā (Vimalaprabhā) (2011)
- Shāntinātha Charitra (2013)

 Indonesia:
- Archivos de la Compañía Holandesa de las Indias Orientales (compartido con  Sudáfrica,  India y  Sri Lanka, 2003)
- La Galigo (compartido con  Países Bajos, 2011)
- Crónica autobiográfica del príncipe Diponegoro (2013)
- Nāgarakrĕtāgama o “Descripción del país” (1365 d. C.) (2013)
- Archivos de la Conferencia Asia-África (2015)

 Irán:
- El libro de los reyes del Príncipe Bayasanghor (2007)
- Manuscrito del siglo XIII de Rab I-Rashidi (2007)
- Documentos administrativos de Astan-e Quds Razavi en la era safávida (2009)
- Al-Tafhim li Awa'il Sana'at al-Tanjim (2011)
- El Panj Ganj de Nizami (2011)
- Colección de mapas de Irán de la época Qajar (2013)
- Dhakhīra-yi Khārazmshāhī (2013)
- Al-Masaalik Wa Al-Mamaalik (compartido con  Alemania) (2015)

 Japón:
- Colección Sakubei Yamamoto (2011)
- Materiales relativos a la misión Keicho a Europa (compartido con  España, 2013)
- Midokanpakuki: el diario manuscrito original de Fujiwara no Michinaga (2013)
- Archivos del templo de Tōji contenidos en cien cajas (2015)

 Kazajistán:
- Colección de manuscritos de Khoja Ahmed Yasawi (2003)
- Documentos audiovisuales del movimiento antinuclear internacional “Nevada-Semipalatinsk” (2005)
- Fondo de los archivos del Mar de Aral (2011)

 Malasia:
- Correspondencia del último sultán de Kedah (1882-1943) (2001)
- Hikayat Hang Tuah (2001)
- Sejarah Melayu (los anales malayos) (2001)

 Mongolia:
- Lu Altan Tobchi, la Historia Dorada escrita en 1651 (2011)
- Tanjur de Mongolia (2011)
- “Kanjur” escrito en nueve piedras preciosas (2013)

 Nepal:
- Manuscrito Niśvāsattatvasaṃhitā (2013)
- Manuscrito Susrutamhita (Sahottartantra) (2013)

 Nueva Zelanda:
- El tratado de Waitangi (1840) (1997)
- Petición de sufragio femenino (1893) (1997)

 Pakistán:
- Papeles Quaid-i-Azam (1999)

 Sri Lanka:
- Archivos de la Compañía Holandesa de las Indias Orientales (compartido con  Sudáfrica,  India e  Indonesia 2003)

 Tailandia:
- Inscripción del rey Ram Khamhaeng de 1292 d. C. (2003)

 Tayikistán:
- Manuscrito del Kulliyat de Ubayd Zakoni y del Gazalliyt de Hafez Sherozi (siglo XIV) (2003)

 Uzbekistán:
- Sagrado corán de Othman (1997)
- La colección del Instituto de Estudios Orientales Al-Biruni (1997)

 Vanuatu:
- Colección Arthur Bernard Deacon (1903-1927), MS 90-98 (compartido con  Reino Unido, 2013)

 Vietnam:
- Planchas xilográficas de la dinastía Nguyen (2009)
- Estelas de piedra con inscripciones de los Exámenes reales de las dinastías Le y Mac (2011)

### Europa
Unión Europea
- Codex Suprasliensis (2007)

 Albania:
- Códices Beratinus (2005)

 Alemania:
- Antiguos cilindros de Edison de grabaciones de música tradicional del mundo (de 1893 a 1952) en el Archivo del fonograma de Berlín (1999).
- La Biblia de Gutenberg: impresa en vitela en 42, y su fondo documental contemporáneo (2001).
- Ludwig van Beethoven: sinfonía n.º 9, en re menor, op.125 (2001).
- Metrópolis – Sicherungsstück Nr. 1: negativo de la versión restaurada y reconstruida de 2001 (2001).
- El legado literario de Goethe: en el Archivo Goethe y Schiller (2001).
- Manuscritos iluminados del período otoniano producidos en el monasterio de Reichenau, lago Constanza (2003).
- Kinder- und Hausmärchen (Cuentos de la infancia y del hogar), reunidos por los Hermanos Grimm  (2005).
- La Colección de la Bibliotheca Corvina (Bibliotheca Corvinniana): manuscritos y libros de la biblioteca del rey Matías Corvinus entre 1458 y 1490 (2005)) (compartido con Austria, Bélgica, Francia, Hungría e Italia.
- Universalis Cosmographia secundum Ptholomaei traditionem et Americi Vespucii aliorumque Lustrationes: Mapamundi de Martín Waldseemüller impresión de 1507 (compartido con Estados Unidos, 2005)
- Cartas de y para Gottfried Wilhelm Leibniz en su colección de manuscritos de Gottfried Wilhelm Leibniz (2007)
- Canción de los Nibelungos, un poema heroico de la Europa medieval (2009)
- Patente Benz de 1886 (2011).
- Construcción y caída del muro de Berlín y el Tratado de dos más cuatro de 1990 (2011)
- Lorsch Pharmacopoeia (Biblioteca Estatal de Bamberg, Msc.Med.1) (2013)
- Disco celeste de Nebra (2013)
- La "Bula de Oro" - Los siete originales y la "copia manuscrita de lujo del rey Wenceslao" de la Österreichische Nationalbibliothek (2013) (junto con Austria)
- Manifiesto del Partido Comunista, borrador de la página del manuscrito, y El capital. Erster Band,  copia anotada personal de Karl Marx (2013) (con los Países Bajos)
- Documentos que representan el comienzo y el desarrollo temprano de la Reforma iniciada por Martín Lutero (2015)
- Al-Masaalik Wa Al-Mamaalik (2015) (junto con la República Islámica de Irán)
- Autógrafo de h-Moll-Messe (Misa en re menor) de Johann Sebastian Bach (2015)
- La carta de oro del rey birmano Alaungphaya al rey Jorge II de Gran Bretaña (2015) (junto con Reino Unido y Myanmar)
- Constitutio Antoniniana (2017)
- Juicios de Frankfurt Auschwitz (2017)

 Armenia:
- Colección de manuscritos antiguos del Mashtots Matenadaran (1997)
- Primera Exploración de Byurakan (o Exploración de Markarian) (2011)
- Colección de notas manuscritas y música cinematográfica del compositor Aram Jachaturián (2013)

 Austria:
- Dioscurides de Viena (1997)
- Acta final del Congreso de Viena, 9 de junio de 1815 (1997)
- Las colecciones históricas del Archivo Fonográfico de la Academia de Ciencias Austríaca, 1899-1950 (1999)
- Colección de papiros (“colección Erzherzog Rainer”) en la Biblioteca Nacional Austríaca (2001)
- Colección Schubert de la Biblioteca Ciudad de Viena (2001)
- El atlas Blaeu-Van der Hem de la Biblioteca Nacional Austríaca (2003)
- Colección Brahms de la Sociedad de Amigos de la Música en Viena (2005)
- Colección de dibujos de arquitectura gótica (2005)
- La Corvina (Bibliotheca Corvinniana): manuscritos y libros de la biblioteca del rey Matías Corvinus entre 1458 y 1490 (compartido con  Alemania,  Bélgica,  Francia,  Hungría e  Italia 2005).
- Tabula Peutingeriana (2007)

 Bélgica:
- Archivo comercial de la Oficina Plantiniana (2001)
- La Corvina (Bibliotheca Corvinniana): manuscritos y libros de la biblioteca del rey Matías Corvinus entre 1458 y 1490 (compartido con  Alemania,  Austria,  Francia,  Hungría e  Italia 2005).
- Archivos de la Universidad de Lovaina 1425-1797: Patrimonio universitario de trascendencia mundial (2013)

 Dinamarca:
- Grupo de archivos de las compañías comerciales ultramarinas danesas, albergados en el Archivo Nacional Danés (1997)
- La colección Linneo (1997)
- Manuscritos y correspondencia de Hans Christian Andersen (1997)
- El archivo Sören Kierkegaard (1997)
- El Primer Nueva Coronica y Buen Gobierno (2007)
- Registros sonoros de Toll (2007)

 Eslovaquia:
- Códices iluminados de la Biblioteca de la Casa Capitular de Bratislava (1997)
- Colección Bašagic de manuscritos islámicos (1997)
- Mapas y planos miniados de la Cámara alta (2007)

 España:
- Tratado de Tordesillas (compartido con  Portugal, 2007).
- Capitulaciones de Santa Fe (2009).[11]
- Libro del Sindicato Remensa (2013).
- Decreta de la Curia Regia de León (2013).
- Materiales relativos a la misión Keicho a Europa (compartido con  Japón, 2013).
- Vocabulario de lenguas indígenas del Nuevo Mundo traducidos al español (2015).
- La obra de Fray Bernardino de Sahagún (compartido con  Italia y  México, 2015).
- Los textos de los comentarios al libro del Apocalipsis (Beato de Liébana) de la tradición ibérica (compartido con  Portugal, 2015).
- El Códice Calixtino y otras copias medievales del Liber Sancti Iacobi: Los orígenes ibéricos de la tradición jacobea en Europa (compartido con  Portugal, 2017).
- El Archivo de Santiago Ramón y Cajal y la Escuela Española de Neurohistología (2017).[12]
- El Archivo de Simancas (2017).
- Primer viaje de circunnavegación (1519-1522) (compartido con  Portugal, 2023).
- Real Expedición Filantrópica de la Vacuna 1800-1820 (2023)
- Archivo de Simón Ruiz de Medina del Campo (2023).
- Archivos de la Oficina de la Guerra Europea 1915-1921 (2025).
- Cartas árabes del Archivo de la Corona de Aragón (2025).
- Dibujos y escritos infantiles en tiempos de guerra en Europa 1914-1950 (compartida con Alemania, Canadá, Francia, Polonia, Reino Unido, República Checa y Suiza, 2025).

 Finlandia:
- La colección Adolf Erik Nordenskiöld (1997)
- Archivo de la aldea Skolt Sami de Suonjel Suenjel (2015)

 Francia:
- Declaración de los Derechos del Hombre y del Ciudadano (1789-1791) (2003)
- Películas de los Hermanos Lumière (2005)
- Instauración del sistema métrico decimal, 1790-1837 (2005)
- La Corvina (Bibliotheca Corvinniana): manuscritos y libros de la biblioteca del rey Matías Corvinus entre 1458 y 1490 (compartido con  Alemania,  Austria,  Bélgica,  Hungría e  Italia 2005).
- El llamamiento del 18 de junio de 1940 (compartido con  Reino Unido, 2005)
- El Tapiz de Bayeux (2007)

 Georgia:
- Atlas Geográfico de Vakhushti Bagrationi y "Descripción del Reino de Georgia" (2013)
- Colección de manuscritos del poema de Shota Rustaveli "El caballero de la piel de pantera" (compartido con  Reino Unido) (2013)

 Grecia
- El papiro de Derveni: El libro más antiguo de Europa (2015)

 Hungría:
- Patente Radioskop de Kalman Tihanyi de 1926 (2001)
- La Corvina (Bibliotheca Corvinniana): manuscritos y libros de la biblioteca del rey Matías Corvinus entre 1458 y 1490 (compartido con  Alemania,  Austria,  Bélgica,  Francia e  Italia 2005).
- Tabula Hungariae (2007)
- Descubrimientos de Semmelweis (2013)

 Islandia:
- Censo de Islandia de 1703 (2013)

 Italia:
- Biblioteca Malatestiana de Malasteta Novello (2005)
- La Corvina (Bibliotheca Corvinniana): manuscritos y libros de la biblioteca del rey Matías Corvinus entre 1458 y 1490 (compartido con  Alemania,  Austria,  Bélgica,  Francia y  Hungría 2005).
- Archivo Histórico Diocesano de Lucca (2011).
- Archivo Histórico de Istituto L.U.C.E. (2011).
- Codex purpureus Rossanensis (2015).
- La obra de Fray Bernardino de Sahagún (compartido con  México y  España 2015)
- La colección de los almanaques Barbanera entre 1762 y 1962 (2015).
- Codex purpureus Rossanensis (2015)
- Colección de Almanaques de Barbanera (2015)

 Letonia:
- Dainu skapis – cabina de música tradicional – como una parte del Archivo de Folclore Letón (2001)

 Luxemburgo:
- La Familia del Hombre (2003)

 Noruega:
- El archivo de la lepra de Bergen (2001)
- Manuscritos autografiados de Henrik Ibsen de su obra Casa de muñecas (1879) (2001)
- Películas de la expedición de Roald Amundsen al polo sur (1910-1912) (2005)
- Colección Sophus Tromholt (2013)

 Países Bajos:
- Biblioteca Ets Haim-Montezinos (2003)
- Archivos de la Compañía Holandesa de las Indias Orientales (compartido, 2003)
- Diario de Ana Frank
- Archivos de la Compañía Holandesa de las Indias Occidentales (compartido con  Ghana,  Brasil,  Estados Unidos,  Guyana,  Reino Unido y  Surinam) (2011)

 Polonia:
- El manuscrito de la obra maestra de Nicolás Copérnico De revolutionibus libri (1520) (1999)
- Archivo del gueto de Varsovia (Archivo Emanuel Ringelblum) – testigo del Holocausto (1999)
- Las obras maestras de Fryderyk Chopin (1999)
- La confederación general de Varsovia (2003)
- Veintiuna reivindicaciones, Gdańsk, agosto de 1980. El nacimiento del Sindicato Solidaridad y su movimiento social (2003)
- Archivos de la Comisión nacional de Educación (2007)
- Colecciones del siglo XIX de la Société Historique et Littéraire Polonaise - Biblioteca Polaca de París - Museo Adam Mickiewicz (2013)
- El libro de Henryków (2015)

 Portugal:
- Carta de Pêro Vaz de Caminha escrita en “Terra de Vera Cruz” (Brasil) el 1 de mayo de 1500 (2005)
- Colección de manuscritos sobre los descubrimientos portugueses (2007)
- Tratado de Tordesillas (compartido con  España, 2007)
- Diario del primer viaje de Vasco da Gama a la India, 1497-1499 (2013)
- Primer viaje de circunnavegación (1519-1522) (compartido con  España, 2023)

 Reino Unido:
- Documental La Batalla del Somme (1916) (2005)
- El llamamiento del 18 de junio de 1940 (compartido con  Francia, 2005)
- Mapamundi de Hereford (2007)
- Colección de manuscritos del poema de Shota Rustaveli "El caballero de la piel de pantera" (compartido con  Georgia) (2013)
- Archivos de la Compañía Holandesa de las Indias Occidentales (compartido con  Ghana,  Países Bajos,  Brasil,  Estados Unidos,  Guyana y  Surinam) (2011)
- Autograph Primera Guerra Mundial Diario del mariscal de campo Sir Douglas Haig, 1914-1919. (2015)
- Los Documentos de Churchill (2015)

 República Checa:
- Colección de manuscritos medievales de la Reforma en Chequia (2007)
- Colección de la emigración rusa, ucraniana y bielorrusa (1918-1945) (2007)

 Rusia:
- Evangelio Archangel de 1092 (1997)
- Evangelio Khitrovo de finales del siglo XIV-comienzos del XV (1997)
- Publicaciones eslavas en escritura cirílica del siglo XV (1997)
- Colecciones de periódicos (1997)
- Mapas del imperio ruso y sus partes del siglo XVIII (1997)
- Carteles rusos de la segunda mitad del siglo XIX y del siglo XX (1997)
- Colecciones históricas (1889-1955) del archivo fonográfico del Instituto de Literatura de la Academia Rusa de Ciencias de San Petersburgo (2001)
- Crónica Laurenciana [1377] (2013)

 Serbia:
- Archivo Nikola Tesla (2003)
- Evangelio de Miroslav, manuscrito de 1180 (2005)

 Suecia:
- Archivo Astrid Lindgren (2005)
- La colección Emanuel Swedenborg (2005)
- Archivos de Ingmar Bergman (2007)
- Archivos familiares de Alfred Nobel (2007)

 Suiza
- Legado del festival de jazz de Montreux (2013)
- Bibliotheca Bodmeriana (1916-1971) (2015)

 Turquía:
- Las tablillas cuneiformes hititas de Bogazköy (2001)
- Manuscritos del Observatorio e Instituto de Investigación Sísmica Kandilli (2001)
- Las obras de Ibn Sina en la Biblioteca de Manuscritos Süleymaniye (2003)

 Ucrania:
- Colección de música popular judía (1912-1947). Fonocilindros de cera, notas y textos descifrados (manuscritos, textos mecanografiados) (2005)

### Estados árabes
Arabia Saudita:
- Primera inscripción islámica (cúfica), datada del año 24 de la Hégira (644 d. C.), tallada en una roca localizada cerca de al-Ula, al noroeste de Arabia Saudí (2003)

 Egipto:
- Memoria del canal de Suez (1997)
- Las actas de sultanes y príncipes (2005)
- Manuscritos persas de iluminados e ilustrados (2007)

 Israel
- Aleppo Codex (2015)

 Líbano:
- Estelas conmemorativas de Nahr el-Kalb en el monte Líbano (2005)
- Desarrollo del alfabeto fenicio, desde sus orígenes (siglo XIII a. C.) hasta la época romana en el primer siglo d. C., incluyendo ejemplos típicos de cada período (2005)

### Organizacionesinternacionales
Cruz Roja Internacional:
- Archivos de los prisioneros de Guerra, 1914-1923 (2007)

## Propuestas de inscripción

### Viena, 1999
- Bielorrusia - Manuscritos y libros raros de la Biblioteca Nacional
- Brasil - Fondos Novocap
- Bulgaria - Manuscritos eslavos y griegos, siglo IX a siglo XIX
- China - Fondos del Kashag de los Archivos del Tíbet
- República Checa - Grabaciones sonoras de la música tradicional folclórica africana, asiática y de América Latina
- Estados Unidos - Archivos sobre el VIH/sida del Sistema Mundial de Información para la Educación sobre el Sida
- Francia - Fondos Pierre - Amédée Pichot sobre la cetrería
- Grecia - Memoria de los cretenses implicados en la II Guerra Mundial
- Luxemburgo - The Family of Man
- Serbia y Montenegro - Oktroih prvoglasnik
- Serbia y Montenegro - Evangelio de Divos Tihoradic

### Taskent, 1997
- Andorra - Primer y Segundo Pareatges
- Bielorrusia - Manuscritos y libros raros de la Biblioteca Nacional
- Bélgica - Archivos de Emile Vandervelde
- Bélgica - Centro de los archivos comunistas en Bélgica
- Bulgaria - Manuscritos únicos de los Balcanes
- China - Archivos tibetanos
- Dinamarca - Colecciones de historia del sonido danés
- España - De architectura arco: Vitrubio Polion
- España - Carmina et epistolae: Lucius Marineus
- España - Opera histórica Rodrigo: Jiménez de Rada
- Italia - Manuscritos iluminados de la Hermandad de Santa Marta
- México - Grupo documental "Historia"
- México - Fondos fotográficos Casasola
- México - Grupo documental "Artes y Literatura"
- México - Bartolomé de las Casas: Brevísima relación de la destrucción de las Indias y tratados doctrinales
- Nigeria - Black Heritage
- Nigeria - Kanta de Kebbi
- Pakistán - Papeles de Quaid-i-Azam
- Pakistán - Archivos del Movimiento por la libertad
- Polonia - "Democratcia nobiliaria": Documentos jurídicos relativos al sistema político polaco del siglo XVI y siglo XVII
- Serbia y Montenegro - Archivos históricos de Kotor
- Suiza - Procesos verbales del Consejo Federal, del Consejo de los Estados y del Consejo Nacional
- Venezuela - Expresiones musicales, vocales e instrumentales
- Venezuela - Colombeia (archivo de Francisco de Miranda)